# Hylaeus perkinsianus
Hylaeus perkinsianus is een vliesvleugelig insect uit de familie Colletidae. De wetenschappelijke naam van de soort is voor het eerst geldig gepubliceerd in 1926 door Timberlake.